# بيريجو
شركة بيريجو بي إل سي (بالعبرية: פריגו‏) هي شركة تصنيع أمريكية مسجلة في أيرلندا للمستحضرات الصيدلانية الخاصة التي لا تستلزم وصفة طبية ، وبينما 70% من صافي مبيعات بيريجو تأتي من نظام الرعاية الصحية في الولايات المتحدة، فإن المقر الرئيسي لشركة بيريجو يقع بشكل قانوني في أيرلندا لأغراض ضريبية، وهو ما يمثل 0.60% من صافي مبيعات.   في عام 2013، أكملت بيريجو سادس أكبر انعكاس ضريبي للشركات الأمريكية في التاريخ عندما أعادت تسجيل وضعها الضريبي في أيرلندا لتجنب ضرائب الشركات الأمريكية.  تحتفظ شركة بيريجو بمقرها الرئيسي في غراند رابيدز، ميشيغان ، داخل مجمع غراند رابيدز للابتكار بجامعة ولاية ميشيغان . 
تشارك شركة بيريجو في الاستحواذ (لإعادة التسعير)، وتصنيع وبيع منتجات الرعاية الصحية الاستهلاكية، والأدوية العامة، والمكونات الصيدلانية النشطة (APIs)، في المقام الأول في الولايات المتحدة، من قاعدتها في أيرلندا. في 21 ديسمبر 2018، عانت بيريجو من أكبر انخفاض في أسعار أسهمها ليوم واحد في تاريخها بعد أن أصدر مفوضو الإيرادات الأيرلنديون مطالبة ضريبية ضد بيريجو تعادل نصف قيمتها السوقية.  

## أنظر أيضاً
- الانقلابات الضريبية للشركات
- أيرلندا كملاذ ضريبي